# Jungfinnische Partei
Die Jungfinnische Partei, auch Konstitutionell-Fennomane Partei (finnisch: Nuorsuomalainen Puolue (NSP), Perustuslaillis-Suomenmielinen Puolue) war eine nationalliberale bis -konservative Partei in Finnland vor 1918.
Der Ursprung der Partei lag in einer Bewegung der finnischen Oberschicht in den 1870er Jahren, die den finnischen Nationalismus stärken wollten. Im Jahr 1894 gründete sich daraus die Partei. Wie auch die Finnische Partei stieg ihre Bedeutung mit der zunehmenden Russifizierungspolitik um die Jahrhundertwende. Die Jungfinnische Partei unterschied sich von der Finnischen Partei vor allem in der Frage des Status innerhalb Russlands. So stellten Mitglieder der Jungfinnischen Partei mehr Forderungen nach Autonomie.
Ein Teil der Altfinnen schloss sich 1902 mit den Jungfinnen zur Konstitutionellen Partei zusammen. Nach der Oktoberrevolution 1917 erreichte Finnland seine Unabhängigkeit. 1918 ging eine Mehrheit der Partei in die neugegründete liberale Nationale Fortschrittspartei, eine Minderheit in die monarchistisch bestimmte und von Mitgliedern der Finnischen Partei dominierten Nationalen Sammlungspartei.

## Parlamentswahlen
| Wahl | Mandate (von 200) | Stimmen | Prozent |
| ---- | ----------------- | ------- | ------- |
| 1907 | 26                | 121 604 | 13,65   |
| 1908 | 26                | 115 201 | 14,23   |
| 1909 | 29                | 122 770 | 14,50   |
| 1910 | 28                | 114 291 | 14,44   |
| 1911 | 28                | 119 361 | 14,88   |
| 1913 | 29                | 102 313 | 14,13   |
| 1916 | 23                | 99 419  | 12,50   |
| 1917 | 24                | (1)     | (1)     |

(1) Wahlbündnis mit der Finnischen Partei (32 Sitze) und der Volkspartei (5 Sitze), insgesamt 299 516 Stimmen, 30,17 % und 61 Sitze.

## Bekannte Mitglieder
- Eemil Nestor Setälä (1864–1935), Parlamentsabgeordneter, Senatspräsident, Minister und Botschafter
- Pehr Evind Svinhufvud (1861–1944), Parlamentsabgeordneter und späterer Staatspräsident